# Budîșce, Zvenîhorodka
Budîșce (în ucraineană Будище) este o comună în raionul Zvenîhorodka, regiunea Cerkasî, Ucraina, formată numai din satul de reședință.

## Demografie
Componența lingvistică a comunei Budîșce
     Ucraineană (98,31%)
     Rusă (1,41%)
     Alte limbi (0,28%)
Conform recensământului din 2001, majoritatea populației comunei Budîșce era vorbitoare de ucraineană (98,31%), existând în minoritate și vorbitori de rusă (1,41%).